# 9697 Louwman
A 9697 Louwman (ideiglenes jelöléssel 1295 T-1) a Naprendszer kisbolygóövében található aszteroida. Cornelis Johannes van Houten, Ingrid van Houten-Groeneveld és Tom Gehrels fedezte fel 1971. március 25-én.